# Dur-Kurigalzu

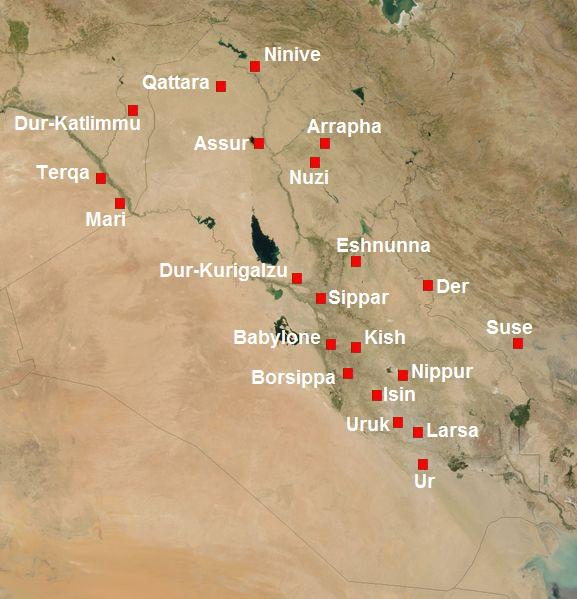
De ligging van Dur-Kurigalzu.

Dur-Kurigalzu of Doer-Koerigalzoe was een stad in Mesopotamië gelegen ongeveer 25 kilometer ten westen van Bagdad, op een site die vandaag de dag bekendstaat als Aqarquf. In de 14e eeuw voor Christus werd deze plaats de nieuwe hoofdstad van het rijk der Kassieten (Karduniaš), in plaats van Babylon. Koning Kurigalzu I of II richtte er een religieus centrum op, met tempels en een ziggoerat vooral voor Enlil. Na de val van de Kassieten (1154 v.Chr.) werd de plek verlaten.
De ruïnes van de ziggoerat zijn bewaard tot een hoogte van ongeveer 57 meter met een vrijwel vierkant grondplan (68 x 69m). De plaats werd opgegraven door een Iraaks team in de jaren 1943-1945. Een gedeelte van het gebouw is gerestaureerd in de jaren 1970, onder het regime van Saddam Hoessein. Op enige afstand ten zuidoosten van de ziggoerat lag het tempelcomplex met drie tempels, gewijd aan Enlil, Ninlil en Ninurta.
Het voorvoegsel "Dur-" is een Akkadische term die zoveel betekent als "versterking van", terwijl "Kurigalzu" vertaald kan worden als "herder van het volk (of de Kassieten)".